# Палестинская народная партия
Палестинская народная партия (ПНП; араб. حزب الشعب الفلسطيني ‎, Хизб аш-Шааб аль-Филастиний) — левая политическая партия, действующая на Западном берегу р. Иордан и в Секторе Газа, а также среди палестинской диаспоры, с 1982 года. В 1982—1991 гг. носила название Палестинская коммунистическая партия (ПКП).

## Предпосылки создания
В 1919 в Палестине была создана Палестинская коммунистическая партия. После основания Израиля и аннексии Трансиорданией Западного берега реки Иордан коммунисты Западного берега вошли в Иорданскую коммунистическую партию, имевшую значительное влияние среди палестинских арабов. Партия получала значительную поддержку от палестинских профсоюзов и являлась влиятельной силой до 1970-х. На территории Сектора Газа были созданы отдельные коммунистические организации. Коммунисты Яффы, Тель-Авива, Назарета и Хайфы вошли в компартию Израиля.

## Создание и последующая деятельность
В феврале 1982 ряд авторитетных палестинских коммунистов провели конференцию и восстановили Палестинскую коммунистическую партию. Вновь созданная партия установила взаимодействие с Организацией освобождения Палестины и в 1987 вошла в её состав. В апреле 1987 члены ПКП были включены в состав Исполнительного комитета ООП.
ПКП стала одной из четырёх организаций — членов объединённой коалиции, осуществлявшей руководство Первой интифадой (1987—1993) и играла важную роль в мобилизации палестинского населения на борьбу.
Под руководством Башира Баргути партия сыграла важную роль в пересмотре роли марксизма-ленинизма коммунистическими партиями Ближнего Востока. В 1991 партия отказалась от марксистско-ленинской идеологии и была переименована в Палестинскую народную партию, что подчёркивало мнение её руководства, что классовая борьба в Палестине должна быть отложена до момента освобождения страны.
Партия являлась активной сторонницей Соглашений в Осло, заключённых между ООП и Израилем в 1993 году.

## Участие в выборах
На президентских выборах в январе 2005 представлявший партию Бассам ас-Сали получил 2,67 % голосов избирателей.
На выборах 2006 года в Палестинский законодательный совет ПНП сформировала список Аль-Бадил (Альтернативный список) с Демократическим фронтом освобождения Палестины, Палестинским демократическим союзом и независимыми кандидатами. Список получил 2,8 % голосов избирателей и 2 из 132 мест в Парламенте.

## Руководители партии
- Башир Баргути (1982—1998)
- Хан Амира, Абдель Мажид Хамадан, Мустафа Баргути (1998—2002)
- Бассам Аль-Салихи (с 2003)